# Frauen in Osttimor

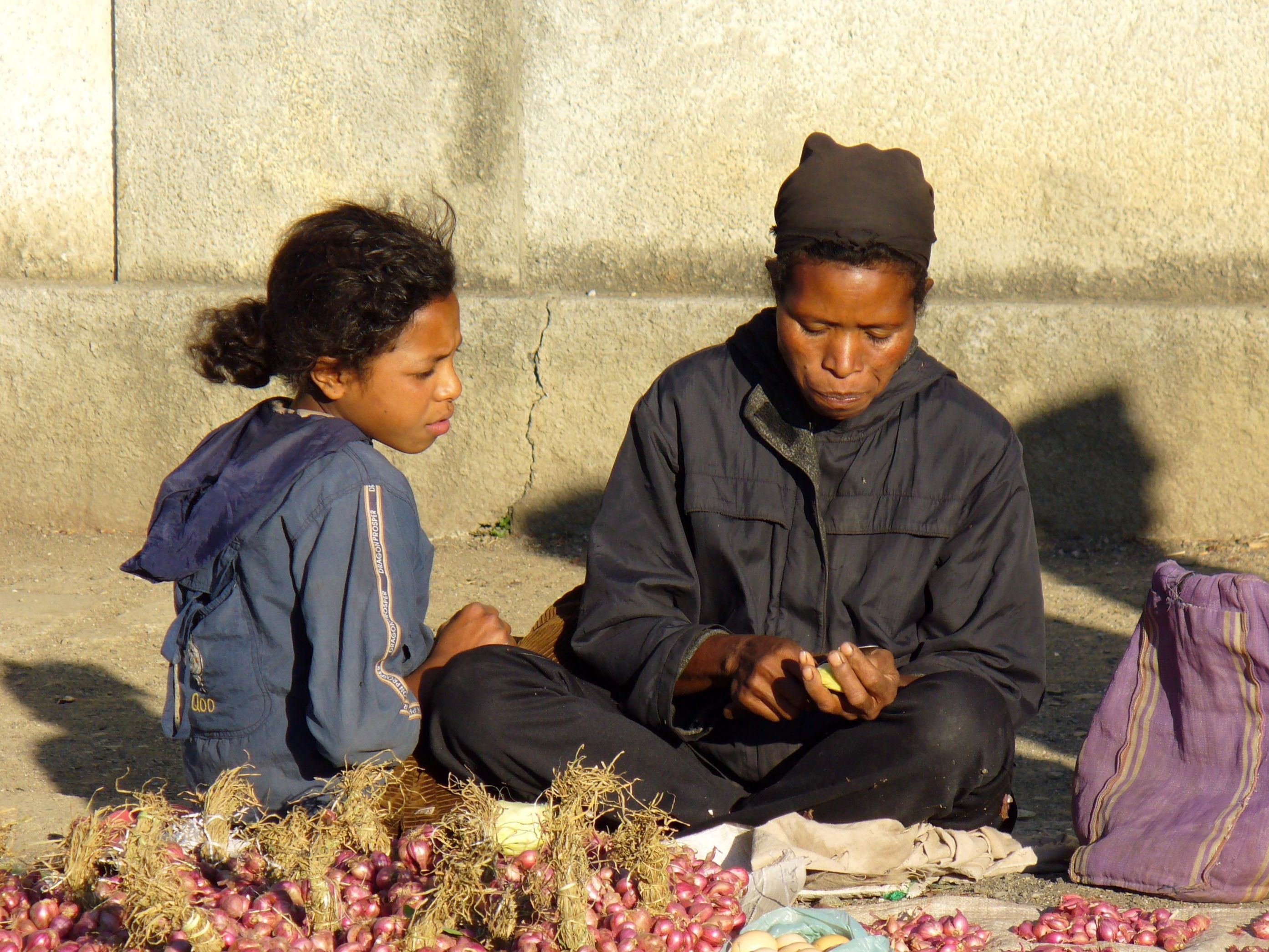
Marktfrauen in Maubisse

Frauen machen in Osttimor 49,2 % der Einwohner aus (2022). Während man versucht, ihre Beteiligung in der nationalen Politik sicherzustellen und auch traditionell ihnen wichtige Rollen zugedacht wurden, leiden heute in Osttimor viele Frauen im alltäglichen Leben unter Gewalt und Missbrauch. Häusliche Gewalt ist im Land ein großes Problem.
Der 3. November wird in Osttimor offiziell als Nationaler Tag der Frau begangen.

## Geschichte

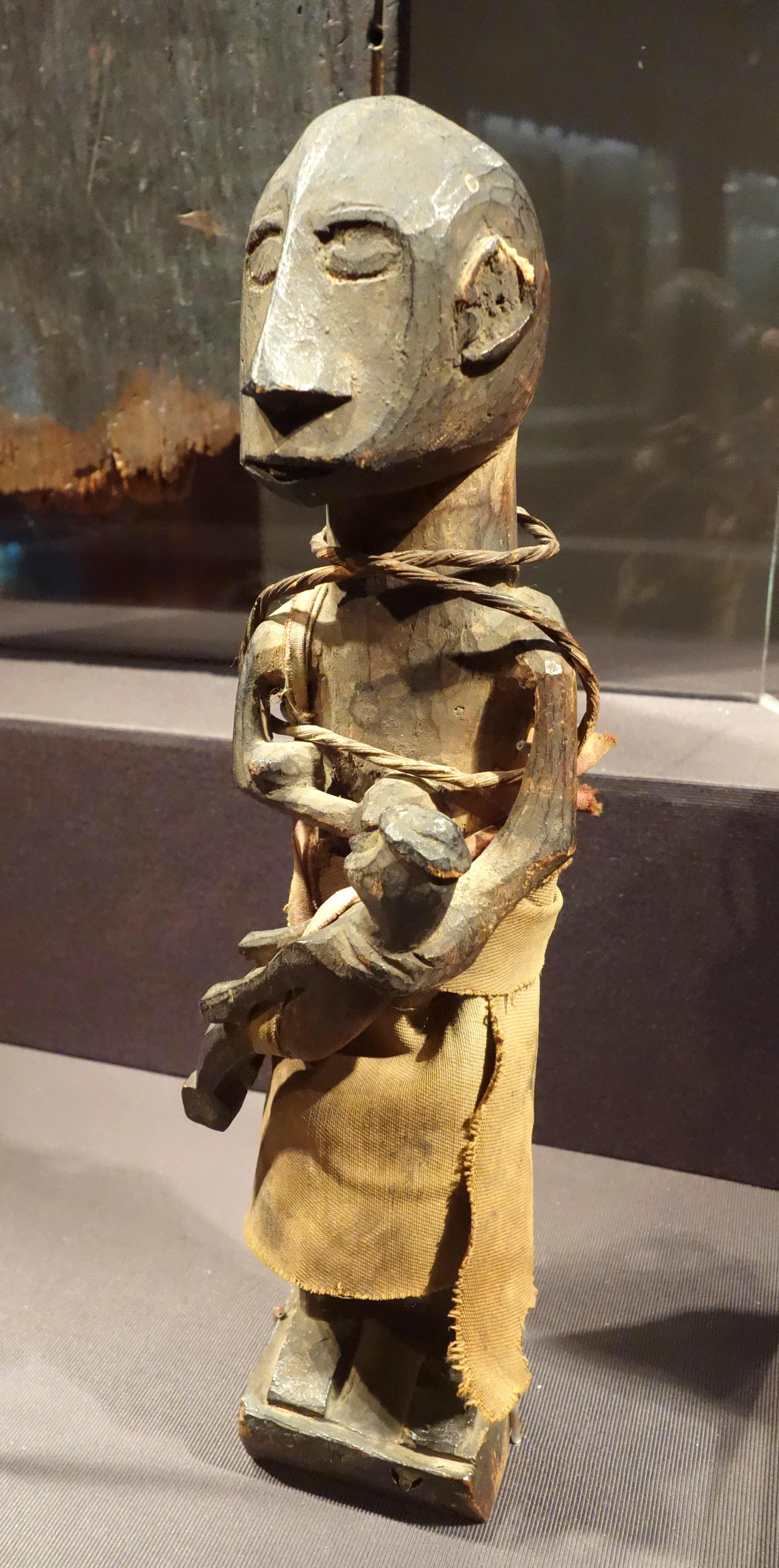
Figur aus Atauro von Mutter und Kind (19. oder 20. Jahrhundert)

Timoresinnen um 1900

Nach dem Konzept des Luliks im timoresischen Glauben wird zwischen der maskulinen, realen Welt und der spirituellen, weiblichen Welt unterschieden, weswegen Frauen seltener politische, dafür aber große spirituelle/rituelle Macht in der Gesellschaft innehatten. Nach dem timoresischen Verständnis steht dabei die spirituelle über der politischen Macht. Ohne Absprache zwischen diesen beiden Ebenen konnten daher keine Entscheidungen gefällt werden. Das göttliche Wesen und Schöpfer wird Maromak genannt, ein Wort das die katholische Kirche für ihre Liturgie in Tetum übernommen hat. Im Gegensatz zum christlichen Gott (Aman Maromak) ist Maromak aber nach dem alten Glauben der Timoresen weiblich. Nach dem osttimoresischen Anthropologen Josh Trindade zeugt dies von der Bedeutung der Frau in der alten timoresischen Gesellschaft. Die Frauen wurden für ihre Fähigkeit verehrt neues Leben hervorzubringen und das Leben spielte sich um die Frau im Zentrum ab. Ein timoresisches Sprichwort lautet „zeige Respekt, Frauen sind heilig“ (tetum Hakruk ba feto maromak). Dies steht im Widerspruch zum christlich-abendländischen Bild, bei dem Eva aus einer Rippe Adams entstand, so dass der Mann der Ursprung des Lebens ist. Die Frau ist nach Analyse von Trindade so dem Mann unterstellt und von ihm abhängig, womit er dem Christentum eine Mitschuld an der heutigen Situation der Frau in Osttimor gibt. Noch heute ist zum Beispiel bei den Naueti im Südosten des Landes keine Einschränkung des Mitspracherechts der Frauen bei Verhandlungen zu bemerken. Auch noch in der portugiesischen Kolonialzeit trugen Frauen zu politischen Entscheidungen im Clan bei und führten manchmal die Männer im Krieg an. Auch führten manche Frauen Verhandlungen mit anderen Herrscherfamilien. Die heutige Unterrepräsentanz der Frauen sieht Trindade in der Zeit der Fremdherrschaft begründet, nicht in der traditionellen Kultur.
Während der japanischen Besetzung Timors (1942–1945) wurden Frauen Opfer der Soldaten der Besatzungsmacht. Wie auch in anderen Ländern mussten einheimische Frauen zwangsweise japanischen Soldaten als sogenannte Trostfrauen sexuell zu Diensten sein.
Am 28. August 1975 wurde von der FRETILIN als erste Frauenorganisation einer Partei, die Organização Popular da Mulher Timorense (OPMT) gegründet, mit Rosa Bonaparte als erste Generalsekretärin. Bonaparte war in ihrem Studium in Portugal Mitglied einer maoistischen Bewegung geworden und gehörte mit Maria do Céu Pereira (Bi Lear), Dulce Maria da Cruz (Wewe) und Guilhermina Araújo zu den wenigen Frauen in der Führung der FRETILIN. Die OPMT bot im kurzen Zeitraum bis zur Besetzung durch Indonesien eine politische Beteiligungsmöglichkeit für die osttimoresische Frau im Gesellschaftssystem auf nationaler Ebene, jenseits der traditionellen Ebene. Laut Bonaparte sollte die OPMT die Frauen ertüchtigen, die Jugend für die „Fortführung der Revolution“ auszubilden und die passiven Frauen für die Selbstbefreiung aufwecken (kore a’an). Sie sollten sich der „Repressionen unter Kolonialismus und  Patriarchat“ bewusst werden. Frauen, die in dieser Zeit der OPMT angehörten, sehen im Gegensatz zu Trindade Unterdrückungen der Frau auch aus der Kultur, den Bräuchen und der Tradition heraus. Die OPMT organisierte in der kurzen Zeit, in der sie bis Dezember 1975 frei arbeiten konnte, im ganzen Land verteilt, Kinderkrippen und Kindergärten. Frauen brachte man Lesen und Schreiben bei und unterrichtete sie politisch über die „koloniale Unterdrückung“ und wie sie zu überwinden sei. Man kann dies eine anti-koloniale Form des Feminismusses nennen, wobei auch in anderen Dritte-Welt-Staaten der Feminismus zusammen mit dem auflebenden Nationalismus in den Kolonien einherging. Sexuelle Ausbeutung der timoresischen Frauen durch die Kolonialherren wurde ebenso angeprangert wie die Vielehe. Die Emanzipierung der osttimoresischen Frau wurde zum Symbolziel der Unabhängigkeitsbewegung. So erklärte der Rogério Lobato, ein FRETILIN-Aktivist, der während der Besatzung im Ausland arbeitete, 1978 in einem Interview, Osttimor könne nicht befreit werden, ohne dass auch die Frauen Osttimors befreit werden würden. Der spätere Friedensnobelpreisträger José Ramos-Horta nannte die Frauen der Kolonialzeit die „doppelten Sklaven“, Sklavin der Kolonialherren und Sklavin der Ehemänner und der anderen männlichen Verwandten. Die Unterdrückung der Frau wurde zum Sinnbild der rückwärtsgewandten portugiesischen Kolonialgesellschaft. Trotz der Beteiligung der Frauen in der Partei, war nach eiliger, einseitiger Ausrufung der Unabhängigkeit Osttimors durch die FRETILIN am 28. November 1975 im Kabinett nur Guilhermina Araújo als stellvertretende Außenministerin die einzige Frau. Neun Tage später landeten indonesische Truppen in Osttimors Hauptstadt Dili.

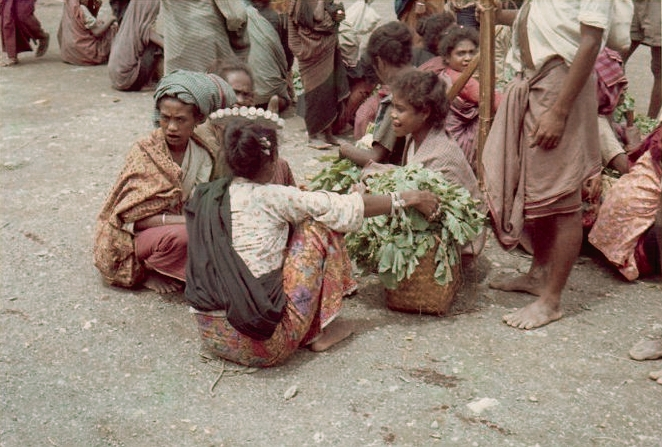
Marktfrauen in Atsabe in den späten 1960er Jahren

Gerade bei Frauen hat die indonesische Besatzungszeit (1975–1999) viele Spuren hinterlassen. Neben den Gewaltverbrechen (systematische Vergewaltigungen, sexuelle Sklaverei) wurden der indonesischen Besatzungsmacht auch Zwangssterilisationen, Zwangsabtreibungen und Zwangsverhütung zur Bevölkerungskontrolle und Indonesierung vorgeworfen. Die spätere Empfangs-, Wahrheits- und Versöhnungskommission von Osttimor (CAVR) konnte zwar keinen organisierten Genozid mit diesen Methoden nachweisen, doch weist die Verbreitung des Gerüchts auf das tiefe Misstrauen der Osttimoresen gegen das indonesische Bevölkerungskontrollprogramm hin. Die Serious Crimes Unit der UNTAET berichtete von sogenannten Rape Houses in Suai, Bobonaro, Lolotoe, Gleno und im Hauptsitz der Aitarak-Miliz in Dili. Wurden Frauen in der Besatzungszeit als Aktivisten oder Angehörige der Freiheitskämpfer Opfer sexueller Gewalt, so gelten sie heute als sozial gebrandmarkt. Ihre Familien fühlen sich beschämt, Ehemänner weisen sie zurück, Kindern aus diesen Vorfällen wird oft die katholische Taufe und der Kirchenbesuch verwehrt.
Auch Frauen nahmen im Widerstand gegen die indonesische Besatzung eine aktive Rolle ein. Manchmal auch im bewaffneten Kampf, meist aber als „Clandestino“, im Netzwerk, das die Kämpfer mit Informationen, Vorräten, Medikamenten und Waffen versorgte. 60 % dieser Clandestinos waren Frauen. So war Maria Olandina Isabel Caeiro Alves eine Sprecherin in Radio Maubere, dem Radiosender der Widerstandsbewegung, bis sie von den Indonesiern gefasst und inhaftiert wurde. Weitere Beispiele für Frauen im osttimoresischen Widerstand sind die Spionin Maria Gorete Joaquim, die OPMT-Vorsitzende Ilda Maria da Conceição, Olinda Morais und Maria Rosa da Câmara. Das Alphabetisisierungsprogramm für Erwachsene und Kinder in den ländlichen Gebieten führte die OPMT auch in der Zeit des Guerillakrieges weiter. Zu den Brigadistas, den freiwilligen Lehrern, gehörten Aicha Bassarewan und Maria Maia dos Reis e Costa. Oft wurde gerade sexualisierte Gewalt als Waffe gegen die Frauen im Widerstand angewandt.
Am 6. Januar 2007 wurden drei Frauen in Maubaralissa beschuldigt Hexen zu sein. Die Frauen im Alter von 25, 50 und 70 Jahren wurden ermordet und ihr Haus angezündet. Drei Verdächtige wurden von der UN-Polizei verhaftet. Es war der schlimmste von mehreren Fällen von moderner Hexenverfolgung im mehrheitlich katholischen Osttimor.
Während der UN-Verwaltung versuchte man die Lage der Frau durch Gender-Mainstreaming zu verbessern. Allerdings konnte die gesteigerte Beteiligung der Frauen in der Politik nicht alte, patriarchale Strukturen überwinden, die in Bräuchen und Traditionen tief verwurzelt sind. In den ersten Jahren der Unabhängigkeit entstanden ungeschriebene Regeln, die den alternden, männlichen Befreiungskämpfern gegen die indonesische Besatzung in der osttimoresischen Gesellschaft eine zentrale Rolle in der Hierarchie zusprachen. Jungen Menschen und Frauen wird dadurch Gehorsam und Unterordnung abverlangt, die zu Passivität und Abhängigkeit führt. Ein Zustand, der sich auch in den ersten 20 Jahren bei den führenden politischen Köpfen ablesen ließ. Die Feministin Berta Antonieta Tilman Pereira bezeichnet diese Regeln als „Maunbootizmu“, abgeleitet vom Tetum-Wort für „großer Bruder“  (Maun Bo'ot). Einige Vordenker nahmen sich zur Schaffung einer nationalen Identität vor, sich an die Zeit vor indonesischer Besatzung und portugiesischer Kolonialherrschaft zu orientieren, was aber der Rückschritt in eine feudale Gesellschaft bedeuten würde. Pereira sieht daher Frauen immer noch als Bürgerinnen zweiter Klasse. Ältere Männer werden im Allgemeinen als kompetenter angesehen, als Frauen oder junge Männer. Dies lässt sich auch im Amt des Lian Nain (Herr der Worte) sehen, einem gewählten Mitglied in den kommunalen Räten, der das traditionelle Wissen symbolisiert und als Problemlöser agiert. Diese Rolle wird meistens einem älteren Mann übertragen. Im Gegensatz zu Trindade (siehe oben) sieht Pereira im System des Luliks ein Hemmnis der Partizipation junger Menschen und Frauen an der Macht.

## Heutige Situation

### Ehe und häusliche Gewalt

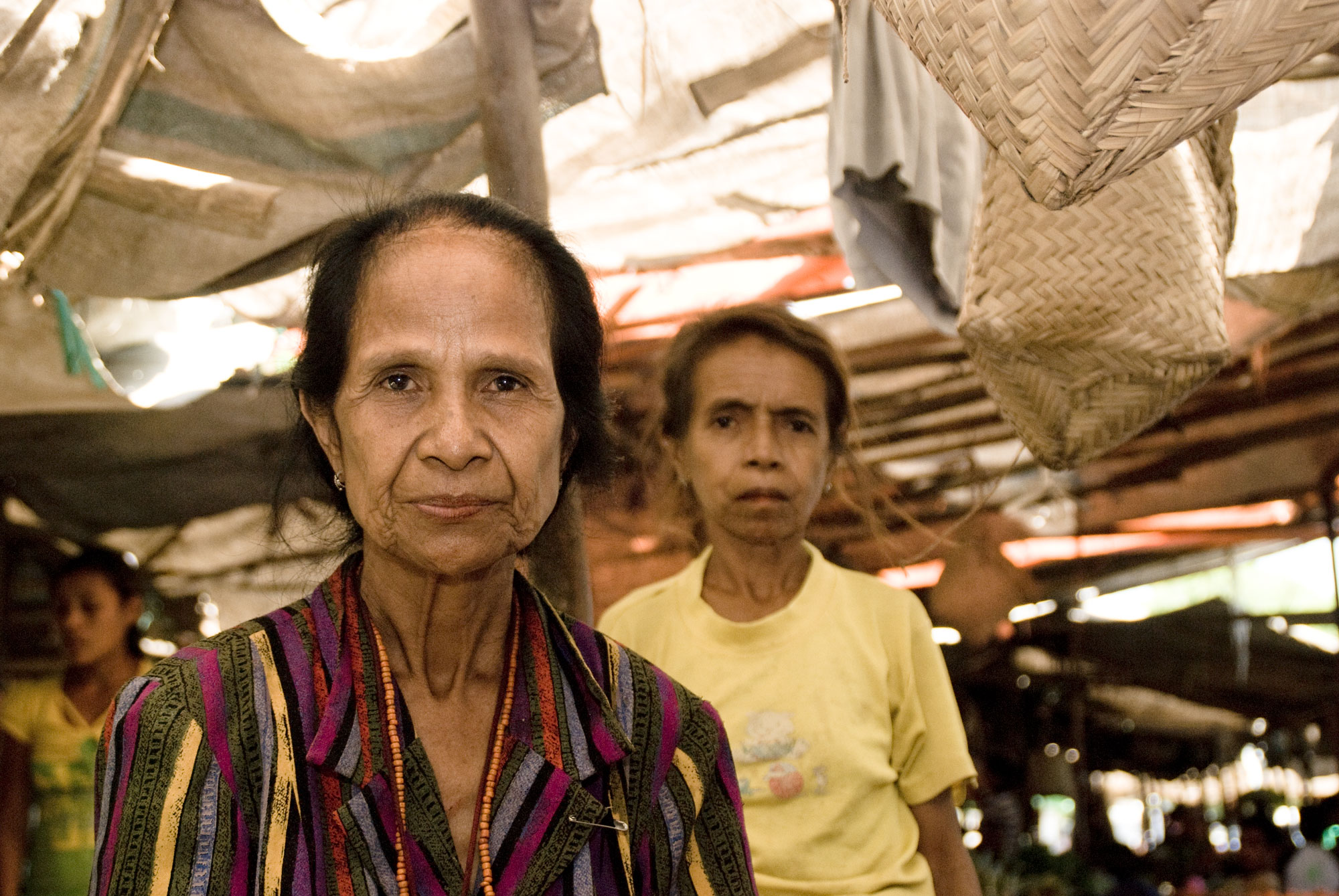
Marktfrauen in Dili

Noch immer weit verbreitet sind die Traditionen des Barlake (Barlaki), die verschiedene Rituale zwischen den Familien eines Brautpaars vorgeben. Teil des Barlakes ist auch der Austausch von zahlreichen Geschenken, die ein Bündnis zwischen den Familien schaffen. Praktisch heiratet hier nicht nur das Paar, sondern die Familien werden. Von Kritikern wird „Barlake“ oft auf den Warentausch reduziert und als Brautpreis interpretiert, mit dem Männer ihre Frauen erwerben. Vor allem ausländische Kritiker sehen in den patriarchalischen Kulturen Osttimors durch die finanziellen Bindungen eine Unterordnung der Frau, ohne ein Recht über ihre Ehe mitzubestimmen. Befürworter der Traditionen betonen, dass die Familien Werte in gleicher Höhe austauschen, die weit komplexeren Vorgänge und das Frauen damit geehrt und geschützt werden, wenn die Regeln eingehalten werden. Die Wahl des Bräutigams werde durch die Traditionen der Frau auch nicht abgenommen.
24 % der Frauen sind bereits vor ihrem 20. Geburtstag verheiratet. Bei Männern sind es nur 5 %. Sie heiraten meist im Alter zwischen 25 und 29 Jahren. Üblicherweise sind die Ehemänner daher sieben bis zehn Jahre älter als ihre Frauen. Allgemein ist häusliche Gewalt ein großes Problem. Laut einem Bericht der Asia Foundation von 2015 hatten 59 % der in einer Beziehung lebenden Osttimoresinnen im Alter zwischen 15 und 49 Jahren bereits sexuelle oder körperliche Gewalt erlebt. Allein 2008 wurden über 400 Fälle registriert, die Dunkelziffer dürfte diese Zahl aber weit übersteigen. Die Gründe dafür sind mit in den traumatischen Erlebnissen der Einwohner zu suchen. Studien des Entwicklungsfonds der Vereinten Nationen für Frauen (UNIFEM) in zwei der damaligen Distrikte des Landes ergaben, dass Gewalt für timoresische Frauen „normal“ sei und als Privatangelegenheit angesehen würde. 80 % der Männer und Frauen in Osttimor sehen es laut einer Studie als „vertretbar“ an, seine Frau unter bestimmten Umständen zu schlagen. 2009 wurde häusliche Gewalt als Straftat in das Bürgerliche Gesetzbuch aufgenommen, das erste Mal überhaupt in der Geschichte des Landes, denn auch unter indonesischer Herrschaft war dies nicht der Fall. Am 3. Mai 2010 verabschiedete das Nationalparlament ein Gesetz, das Opfern von häuslicher Gewalt juristische Unterstützung gewähren soll. In der vorangegangenen Debatte wurde kritisiert, dass das Gesetz die Unverletzlichkeit der Familie und die Kultur Timors beschädige. Dagegen sprach sich Fernanda Borges, die Parteivorsitzende der Partido Unidade Nacional PUN, aus: „Die timoresische Kultur bringt uns nicht Gewalt bei.“

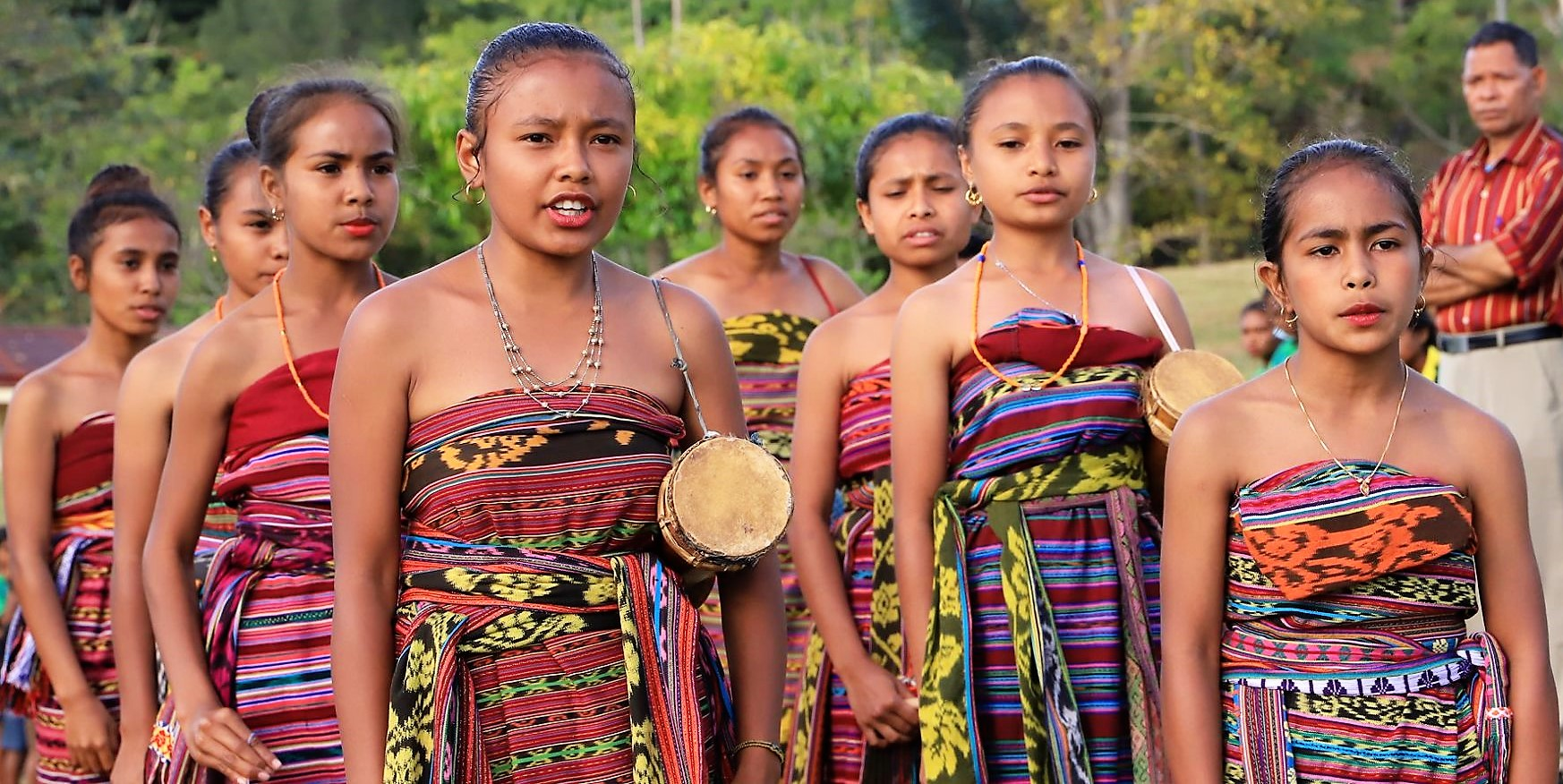
Mädchen in Baucau in traditioneller Tracht

Josh Trindade kritisiert, dass sowohl lokale als auch internationale Genderaktivisten die traditionell hervorgehobene Stellung der timoresischen Frau und das Zusammenspiel der Geschlechter in Familie und Gesellschaft nach dem Lulik nicht beachten. Dies wäre zu vergleichen mit der Einordnung der Frau in der Zeit der Fremdherrschaft durch Portugal und Indonesien. Trindade befürwortet eine Rückbesinnung auf die alte kulturelle Bedeutung der Frau. Das moderne, westliche Bild der Frau sei zu individuell ausgerichtet, die timoresische Kultur des Lulik sieht aber das Ideal in der Zusammenarbeit von Mann und Frau, was auch einem Patriarchat entgegenstehe. Zudem gäbe es keine soziale Sicherheit außerhalb der Familie und das westliche Werteverständnis würde die ökonomische Bedeutung der Frau ihrer sozialen und rituellen Bedeutung in der Gesellschaft voranstellen. Er plädiert daher für eine Gleichberechtigung der Geschlechter innerhalb der übergeordneten Familie, beziehungsweise Gesellschaft.

### Abtreibungsrecht
Das Abtreibungsgesetz folgt noch immer dem alten indonesischen Recht. Schwangerschaftsabbrüche sind, auch wenn Lebensgefahr für die Mutter besteht, durch das Gesetz verboten, weswegen illegale Abtreibungen ohne ärztliche Hilfe vollzogen werden. Ein neues Gesetz, das sich an portugiesischem und australischem Recht orientiert, ist zurzeit in Planung. Danach sollen Abtreibungen erlaubt sein, wenn die Schwangerschaft das Leben der Frau gefährdet. Zunächst sprachen sich katholische Kräfte in der Politik, wie Fernanda Borges, gegen das Gesetz aus und kritisierten es als „westlichen Einfluss“. Doch weil Abtreibungen abseits der Ausnahmeregelung weiterhin als kriminell gelten sollen, befürwortete später die Katholische Kirche die Neuregelung. Auch die Abbrüche bei Opfern sexueller Gewalt und bei Inzest werden, entgegen ersten Planungen, nun nicht mehr entkriminalisiert.

### Prostitution
Wiederholt wurden illegal eingewanderte Frauen aus Südost- und Ostasien aufgegriffen, die in Osttimor der Prostitution nachgingen. Auch Menschenschmuggler wurden in diesem Zusammenhang festgenommen.

### Politische Partizipation

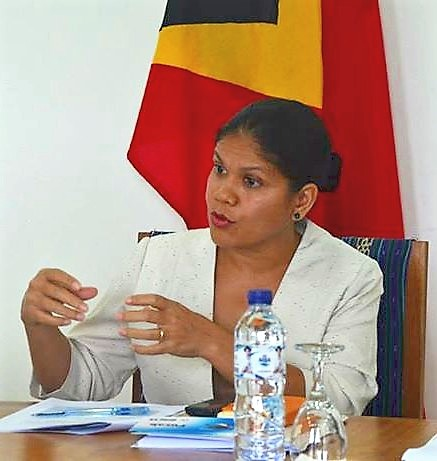
Isabel da Costa Ferreira (2015), ehemalige stellvertretende Justizministerin und First Lady Osttimors

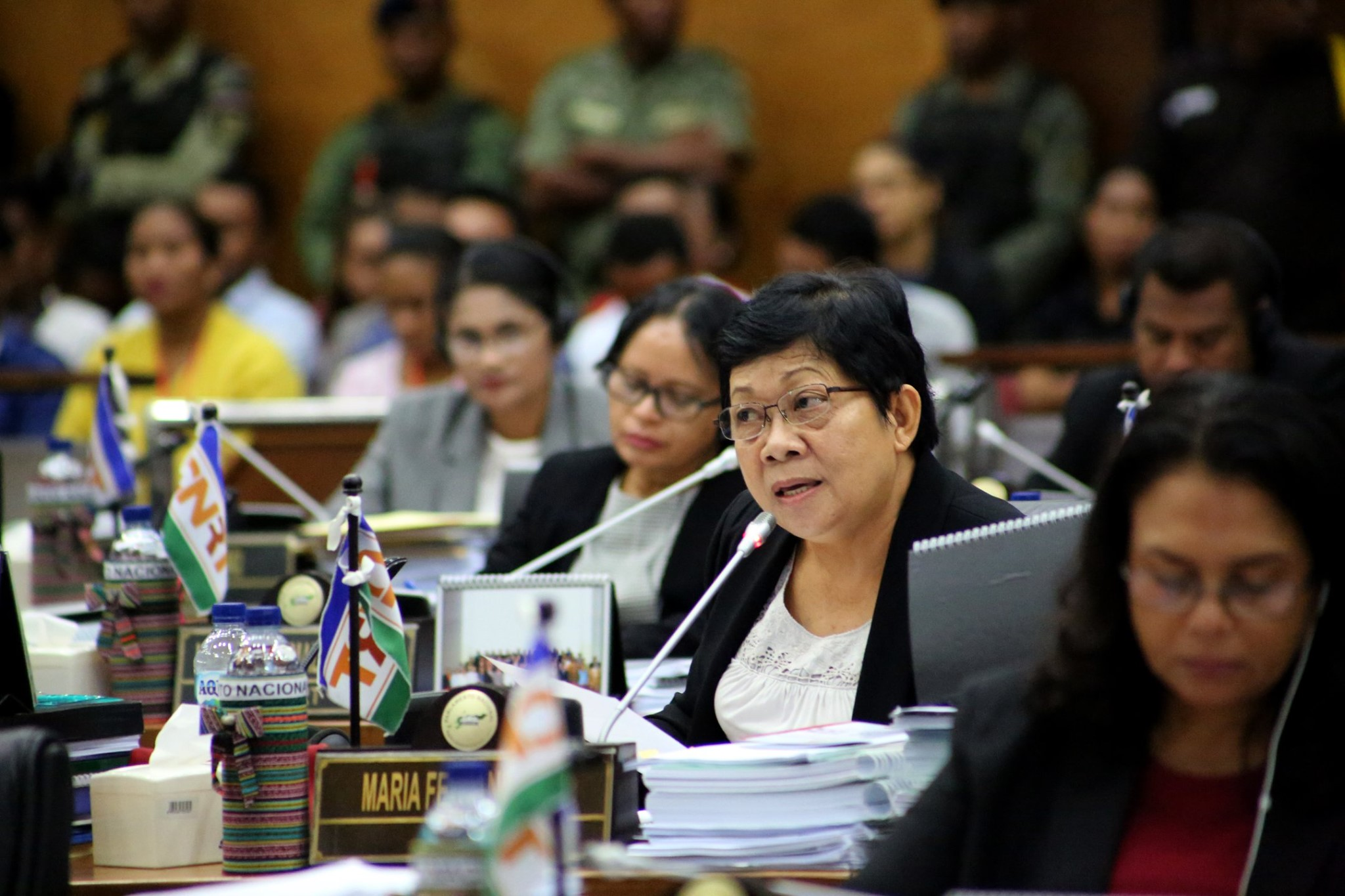
Maria Fernanda Lay (2020)

Frauen hatten in Osttimor zunächst das Wahlrecht entsprechend den Gesetzen der portugiesischen Kolonialmacht (bis 1975) und der indonesischen Diktatur (bis 1999). Sie konnten beim Unabhängigkeitsreferendum in Osttimor 1999 ebenso teilnehmen wie an den folgenden den Wahlen unter UN-Verwaltung und im unabhängigen Osttimor.
Die meisten Parteien setzen sich für die Gleichberechtigung von Mann und Frau ein, die auch in der Verfassung festgeschrieben ist. 2008 hielten 88 % der Einwohner Osttimors Frauen für genauso gut wie Männer geeignet, ein Regierungsamt zu bekleiden, nur 7 % hielten sie für schlechter geeignet. 71 % der Befragten erklärten, sie könnten es sich vorstellen, bei künftigen Wahlen eine Frau zu wählen. Für 8 % war das unvorstellbar.
Bei den ersten kommunalen Wahlen 2004/2005 wurden erstmals Frauen zu Chefs in sieben Sucos und mehreren Aldeias gewählt, bei den Neuwahlen 2009 waren es neun und 2016 13 weibliche Chefes de Suco.
Im ersten Nationalparlament Osttimors waren 25,3 % der Abgeordneten Frauen. Bei den Neuwahlen 2007 wurde vorgeschrieben, dass 25 % der Kandidaten auf den Parteilisten weiblich sein mussten. In das neue, kleinere Parlament zogen 18 Frauen ein. Der Frauenanteil im Parlament betrug nun 27,7 %. Mit den Wahlen 2012 wurden 19 Frauen Abgeordnete (29,2 %). Bei den Wahlen 2017 musste mindestens jeder dritte Platz auf den Wahllisten der Parteien mit einer Frau besetzt sein. Daher hatte das Parlament nach der Regierungsbildung 26 weibliche Abgeordnete und damit mit 40 % den größten Frauenanteil aller Zeiten. Das sechste Parlament hat derzeit (Stand 1. Juli 2023) 24 weibliche Abgeordnete, was einem Anteil von 35,9 % entspricht. Maria Angelina Lopes Sarmento war von 2018 bis 2023 die erste Stellvertreterin des Parlamentspräsidenten. 2023 wurde Maria Fernanda Lay als erste Frau Parlamentspräsidentin des Landes. Als Staatspräsident José Ramos-Horta kurz darauf zu einem Staatsbesuch nach Deutschland reiste, war Lay als Vertreterin nominell das erste weibliche Staatsoberhaupt Osttimors.
Seit der ersten Übergangsregierung unter den Vereinten Nationen sind Frauen als Ministerinnen im Kabinett vertreten. In der derzeitigen Regierung sind von 47 Kabinettsmitgliedern 8 weiblich (zuvor 7 von 43 und davor 6 von 37), darunter Finanzministerin Santina Cardoso, ihre  Stellvertreterin Felícia Carvalho, Bildungsministerin Dulce Soares und Gesundheitsministerin Élia Amaral. Elvina de Sousa Carvalho ist Staatssekretärin für Gleichberechtigung.
Abgesehen von den beiden Civil Administrators von Aileu während der Übergangsverwaltung durch die Vereinten Nationen Sue Ingram und Maria da Paixão da Costa wurde 2021 mit Guilhermina Filomena Saldanha in Dili erstmals eine Frau Oberhaupt einer der osttimoresischen Gemeinden.
Im Januar 2022 wählte der Bauernverband der Gemeinde Manufahi (União dos Agricultores do Município de Manufahi UAMM) mit Delfia Ferreira erstmals eine Frau zur Chefin eines Berufsverbands. Juvita Pereira Faria gründete das Youth Leadership Development Program, um jungen Menschen eine kostenlose Führungsausbildung zu bieten.

### Sonstiges
2010 wurde Natércia Martins als erste Frau in Osttimor zur Polizeikommandantin des Distrikts Liquiçá ernannt.

## Frauenorganisationen
Rede Feto ist ein nationales Netzwerk von verschiedenen Frauenorganisationen zur Gleichstellung der Geschlechter und Stärkung von Frauen. Präsidentin ist Zelia Fernandes (Stand: 2024).
Kirsty Sword Gusmão, die Ehefrau des ehemaligen Präsidenten und Premierministers Gusmão, ist die Gründerin und Vorsitzende der Alola Foundation, die sich für die Frauen in Osttimor einsetzt. Alola unterstützt vielfältige Projekte im ganzen Land.
Fokupers (Forum Komunikasaun ba feto timor loro sa'e) wurde 1997 gegründet, um gegen die häusliche Gewalt in Osttimor vorzugehen.
Die OPMT wurde 2006 von Lourdes Alves Araújo wieder neu belebt und von ihr bis zu ihrem Tod 2021 geführt.
Die Grupu Feto Foin Sa’e Timor Lorosa’e (GFFTL) entstand 1998 aus der Studentenbewegung.

## Literatur

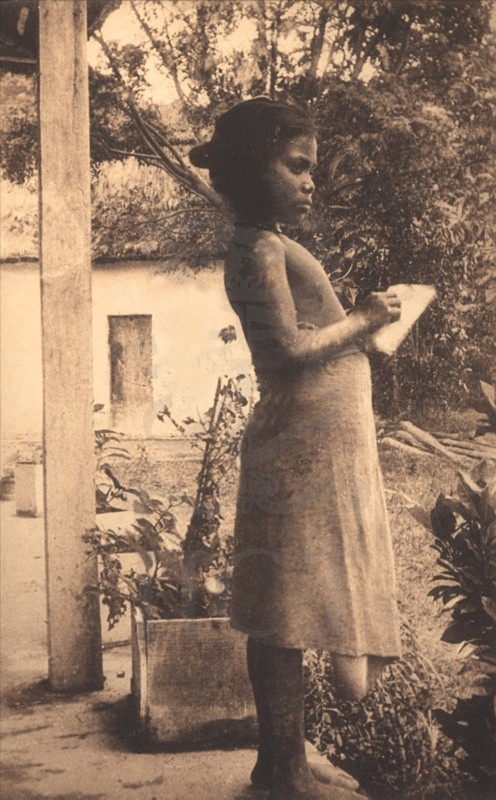
Ein Mädchen (wahrscheinlich um 1920)

## Filmografie
- Filmdokumentation Beatriz, von ACbit, 18 Min, Tetum mit englischen Untertiteln, Timor-Leste 2018